# Australian Open 1976
| ◄ Australian Open 1976 ►                                            | ◄ Australian Open 1976 ►      |
| ------------------------------------------------------------------- | ----------------------------- |
| Datum:                                                              | 26. Dezember–4. Januar 1976   |
| Auflage:                                                            | 64. Australian Open           |
| Ort:                                                                | Melbourne                     |
| Belag:                                                              | Rasen                         |
| Titelverteidiger                                                    |                               |
| Herreneinzel:                                                       | John Newcombe                 |
| Dameneinzel:                                                        | Evonne Goolagong              |
| Herrendoppel:                                                       | John Alexander Phil Dent      |
| Damendoppel:                                                        | Evonne Goolagong Peggy Michel |
| Sieger                                                              |                               |
| Herreneinzel:                                                       | Mark Edmondson                |
| Dameneinzel:                                                        | Evonne Cawley                 |
| Herrendoppel:                                                       | John Newcombe Tony Roche      |
| Damendoppel:                                                        | Evonne Cawley Helen Gourlay   |
| Grand Slams 1976                                                    |                               |
| - Australian Open - French Open - Wimbledon Championships - US Open |                               |

Die 64. Australian Open 1976 waren ein Tennis-Rasenplatzturnier der Klasse Grand Slam, das von der ILTF veranstaltet wurde. Es fand vom 26. Dezember 1975 bis zum 4. Januar 1976 in Melbourne, Australien statt.
Titelverteidiger im Einzel waren John Newcombe bei den Herren sowie Evonne Goolagong bei den Damen. Im Herrendoppel waren John Alexander und Phil Dent, im Damendoppel Evonne Goolagong und Peggy Michel die Titelverteidiger.

## Herreneinzel

### Setzliste
| Nr. | Spieler       | Erreichte Runde |
| --- | ------------- | --------------- |
| 01. | Ken Rosewall  | Halbfinale      |
| 02. | John Newcombe | Finale          |
| 03. | Tony Roche    | Viertelfinale   |
| 04. | Stan Smith    | Achtelfinale    |
| 05. | Phil Dent     | 2. Runde        |
| 06. | Geoff Masters | 2. Runde        |
| 07. | Ross Case     | Viertelfinale   |
| 08. | Allan Stone   | 2. Runde        |

| Nr. | Spieler          | Erreichte Runde |
| --- | ---------------- | --------------- |
| 09. | Bob Carmichael   | 1. Runde        |
| 10. | Charlie Pasarell | Achtelfinale    |
| 11. | Ray Ruffels      | Halbfinale      |
| 12. | Brian Fairlie    | Achtelfinale    |
| 13. | Dick Crealy      | Viertelfinale   |
| 14. | Kim Warwick      | Achtelfinale    |
| 15. | Raymond Moore    | Achtelfinale    |
| 16. | Syd Ball         | Achtelfinale    |

## Dameneinzel

### Setzliste
| Nr. | Spielerin      | Erreichte Runde |
| --- | -------------- | --------------- |
| 01. | Evonne Cawley  | Sieg            |
| 02. | Kerry Reid     | 1. Runde        |
| 03. | Helga Masthoff | Viertelfinale   |
| 04. | Sue Barker     | Achtelfinale    |

| Nr. | Spielerin       | Erreichte Runde |
| --- | --------------- | --------------- |
| 05. | Renáta Tomanová | Finale          |
| 06. | Helen Gourlay   | Halbfinale      |
| 07. | Lesley Bowrey   | Viertelfinale   |
| 08. | Janet Young     | Achtelfinale    |

## Herrendoppel

### Setzliste
| Nr. | Paarung                     | Erreichte Runde |
| --- | --------------------------- | --------------- |
| 01. | John Newcombe Tony Roche    | Sieg            |
| 02. | Ross Case Geoff Masters     | Finale          |
| 03. | Bob Carmichael Ken Rosewall | Halbfinale      |
| 04. | Charlie Pasarell Stan Smith | Halbfinale      |

| Nr. | Paarung                   | Erreichte Runde |
| --- | ------------------------- | --------------- |
| 05. | Ray Ruffels Allan Stone   | 1. Runde        |
| 06. | Dick Crealy Phil Dent     | Viertelfinale   |
| 07. | Mal Anderson Colin Dibley | Viertelfinale   |
| 08. | Syd Ball Kim Warwick      | Viertelfinale   |

## Damendoppel

### Setzliste
| Nr. | Paarung                           | Erreichte Runde |
| --- | --------------------------------- | --------------- |
| 01. | Evonne Cawley Helen Gourlay       | Sieg            |
| 02. | Lesley Bowrey Renáta Tomanová     | Finale          |
| 03. | Sue Barker Michelle Tyler         | Viertelfinale   |
| 04. | Heidi Eisterlehner Helga Masthoff | Achtelfinale    |

## Mixed
Zwischen 1970 und 1986 wurden keine Mixed-Wettbewerbe bei den Australian Open ausgetragen.